# A la folie ou pas du tout
A la folie ou pas du tout is een nummer van Serge & Christine Ghisoland. Het was tevens het nummer waarmee ze België vertegenwoordigden op het Eurovisiesongfestival 1972 in de Britse stad Edinburgh. Daar werden ze uiteindelijk zeventiende met 55 punten.

## Resultaat
| Plaats | Land   | Artiest                          | Lied                      | Punten |
| ------ | ------ | -------------------------------- | ------------------------- | ------ |
| 16     | Monaco | Anne-Marie Godart & Peter McLane | Comme on s'aime           | 65     |
| 17     | België | Serge & Christine Ghisoland      | A la folie ou pas du tout | 55     |
| 18     | Malta  | Helen & Joseph                   | L-imħabba                 | 48     |